# 리사 달크비스트
리사 카롤리나 빅토리아 달크비스트(스웨덴어: Lisa Karolina Viktoria Dahlkvist, 1987년 2월 6일 ~ )는 스웨덴의 여자 축구 선수이다. 포지션은 미드필더이며, 현재 스웨덴 다말스벤스칸의 에스킬스투나 유나이티드 DFF 소속이다.

## 클럽 경력
18세 시절이던 2005년에 KIF 예테보리에 입단하면서 다말스벤스칸 무대에 데뷔했으며 2006년 12월에 우메오 IK로 이적했다. 2006-07 시즌과 2007-08 시즌에서는 우메오 IK의 UEFA 여자컵(현재의 UEFA 여자 챔피언스리그) 준우승을 이끌었고 2009년 가을에는 코파르베리/예테보리 FC로 이적했다.
2012년에는 튀레쇠 FF로 이적했지만 2014년에 튀레쇠 FF가 재정 문제를 이유로 2014 다말스벤스칸 시즌에서 중도 기권하면서 자유 이적 선수가 되었다. 2014년 7월에 노르웨이 톱세리엔 소속 클럽인 아발스네스 IL로 이적했고 2015년에 KIF 외레브로로 복귀했다. 2015년 여름에는 프랑스 디비지옹 1 페미닌 소속 클럽인 파리 생제르맹으로 이적하면서 스웨덴 여자 축구 국가대표팀 동료였던 카롤리네 세게르, 코소바레 아슬라니와 함께 활약했다. 2016년에는 KIF 외레브로로 복귀했고 2018년에는 에스킬스투나 유나이티드로 이적했다.

## 국가대표 경력
2008년 2월 12일에 열린 잉글랜드와의 키프로스컵 경기에 처음 출전하면서 스웨덴 여자 축구 국가대표팀 선수로 데뷔했다. 3차례의 UEFA 유럽 여자 축구 선수권 대회(2009년, 2013년, 2017년), 2차례의 FIFA 여자 월드컵(2011년, 2015년), 2차례의 하계 올림픽(2012년 런던 하계 올림픽, 2016년 리우데자네이루 하계 올림픽)에 참가했다.

## 사생활
리사 달크비스트는 1979년부터 1985년까지 스웨덴 축구 국가대표팀 선수로 활약했던 스벤 달크비스트의 딸이다. 2008년에는 자신이 레즈비언임을 공개적으로 표명했다. 리사 달크비스트는 2016년에 동갑내기 여자친구 예시카 다니엘손(Jessica Danielsson)과 결혼했으며, 부인과의 사이에 2015년 태어난 딸, 페니(Penny)를 두고 있다.

## 수상

### 클럽
우메오 IK
- 다말스벤스칸 3회 우승 (2006, 2007, 2008)
- 여자 스벤스카 쿠펜 1회 우승 (2007)
- 여자 스벤스카 수페르쿠펜 2회 우승 (2007, 2008)

코파르베리/예테보리 FC
- 여자 스벤스카 쿠펜 1회 우승 (2011)

튀레쇠 FF
- 다말스벤스칸 1회 우승 (2012)

### 국가대표
- 2011년 FIFA 여자 월드컵 3위
- 2016년 리우데자네이루 하계 올림픽 여자 축구 은메달